# Cerdon, Ain
Cerdon är en kommun i departementet Ain i regionen Auvergne-Rhône-Alpes i östra Frankrike. Kommunen ligger  i kantonen Poncin som ligger i arrondissementet Nantua. Kommunens areal är 12,3 km². År 2022 hade Cerdon 755 invånare.

## Befolkningsutveckling
Antalet invånare i kommunen Cerdon
Referens: INSEE